# Mega Man II
Ne doit pas être confondu avec Mega Man 2.
Mega Man II (Rockman World 2 (ロックマンワールド2, Rokkuman Wārudo Tsū) au Japon), est un jeu d'action-plates-formes. Il s'agit du deuxième jeu de la série à être sorti sur Game Boy. Comme pour les quatre premiers jeux Mega Man sur Game Boy, ce jeu est un mélange de deux jeux Mega Man sur NES. En conséquence la glissade, issue de Mega Man 3 sur NES, est présente, de même que les adaptateurs de Rush. Mais au début, le joueur affronte les quatre Robots Masters de Mega Man 2 sur NES,,. Le jeu est réédité sur la console virtuelle de la Nintendo 3DS à partir de 2013

## Synopsis
Le professeur Wily remonte le temps et Mega Man se lance à sa poursuite. Tout au long de son aventure, le robot bleu se heurte à des ennemis du passé ainsi qu'à Quint, un robot du futur qui lui est étrangement familier. Dans ce jeu, Crashman est appelé Clashman.

## Accueil
- Famitsu : 22/40[5]